# Fred Warngård
Oskar Alfred Daniel « Fred » Warngård  (né le 9 mai 1907 à Västra Ingelstad et décédé le 23 mai 1950) est un athlète suédois spécialiste du lancer du marteau. 

## Biographie

### Palmarès
| Date | Compétition           | Lieu   | Résultat | Performance |
| ---- | --------------------- | ------ | -------- | ----------- |
| 1936 | Jeux olympiques d'été | Berlin | 3e       | 54,83 m     |

### Records
| Épreuve           | Performance | Lieu   | Date |
| ----------------- | ----------- | ------ | ---- |
| Lancer de marteau | 54,83 m     | Berlin | 1936 |